# 랠프 테리
랠프 윌러드 테리(Ralph Willard Terry, 1936년 1월 9일~2022년 3월 16일)은 미국의 전 프로 야구 선수이자 골프 선수이다. 그는 1956년부터 1967년까지 오른손 잡이 투수로서 메이저 리그 베이스볼에서 활약한 그는 뉴욕 양키스의 일원으로서 가장 두드러졌으며 1962년 23개의 승리와 함께 아메리칸 리그를 이끌었고 1962년 월드 시리즈의 최우수 선수(MVP)로 선발되었다. 그는 또한 피츠버그 파이리츠를 위하여 1960년 월드 시리즈를 우승한 빌 매저로스키에게 끝내기 홈런을 항복한 것으로 주목할 만하다. 테리는 또한 캔자스시티 애슬레틱스, 클리블랜드 인디언스와 뉴욕 메츠를 위하여 활약하기도 하였다.

## 어린 시절
오클라호마주 빅캐빈에서 태어난 테리는 첼시 근처에 있는 첼시 고등학교를 다니고, 그러고나서 미주리 주립 대학교에서 수학하였다.

## 야구 경력

### 인디펜던스 인디언스(1953)
테리는 1953년 밴 존슨 리그에서 인디펜던스 인디언스를 위하여 활약하였다. 인디펜던스 인디언스를 위한 홈구장은 캔자스주 인디펜던스에 있는 셜디스 스타디움이었다. 경기장은 1949년 미키 맨틀이 인디펜던스 양키스와 자신의 경력을 시작한 같은 장소이다.

### 뉴욕 양키스(1956~57)
테리는 1956년 자신의 메이저 리그 데뷔를 이루어 신인 선수로서 3개의 출발 경기들에서 1 승 2 패로 갔다. 이어진 해 그는 6월 15일 캔자스시티 애슬레틱스로 이적되기 전에 7개의 경기들에 나와 2개의 출발 경기들을 이루었다.

### 캔자스시티 애슬레틱스(1957~59)
테리는 애슬레틱스를 위하여 19개의 출발 경기에서 4 승 11 패와 1957년 시즌을 끝냈다. 그는 다음 시즌에 다소 다시 경생하여 33개의 출발 경기를 포함한 40개의 경기에서 11 승 13 패로 갔다. 1959년 그는 9개의 경기에서 5.24의 평균자책점과 함께 2 승 4 패를 시작하였다. 그해 5월 26일 그는 엑토르 로페스와 더불어 뉴욕 양키스로 이적되었다.

### 양키스로 복귀와 스타의 지위(1959~64)
자신의 복귀에 테리는 16개의 출발 경기를 포함한 24개의 경기에서 3.39의 평균자책점과 함께 3 승 7 패로 갔다. 그의 경력은 그가 10 승 8 패의 기록과 3.40의 평균자책점을 공고했을 때 1960년 이륙하기 시작하였다. 그해 그는 1960년 월드 시리즈의 2개의 경기에서 자신의 첫 포스트시즌 출연을 이루었다. 그는 2개의 경기 - 하나의 출발과 하나의 구원 출연에서 5.40의 평균자책점과 함께 0 승 2 패였으며 7번째 경기에서 빌 매저로스키의 끝내기 홈런을 내주었다.
1961년 테리는 31개의 경기(27개의 출발 경기)에서 3.15의 평균자책점과 함께 16 승 3 패의 기록을 공고하였다. 1961년 월드 시리즈에서 그는 2개의 출발 경기에서 4.82의 평균자책점과 함께 0 승 1 패였으나 양키스가 신시내티 레즈를 5개의 경기에서 꺾어쓸 때 자신의 첫 챔피언십을 우승하였다.
1962년을 위하여 테리는 3.19의 평균자책점과 함께 23 승 12 패로 갔다. 그해 그는 23개의 우승, 39개의 출발 경기, 298.2의 투구한 이닝과 57개의 볼넷에 176개의 스트라이크아웃과 함께 경력 최고 기록을 공고하였다. 그의 23개의 승리는 아메리칸 리그를 이끌었다. 1962년 월드 시리즈에서 그는 샌프란시스코 자이언츠를 상대로 3개의 경기들에 25개의 이닝에서 1.80의 평균자책점과 16개의 스트라이크아웃과 함께 2 승 1 패로 갔다. 그의 상연은 그 시즌에 월드 시리즈 최우수 선수상을 타게 하였다.
다음해 테리는 경력 사상 18개의 완료 경기를 포함한 37개의 경기에서 3.22의 평균자책점과 함께 17 승 15 패였다. 그는 로스앤젤레스 다저스를 상대로 1963년 월드 시리즈에서 3개의 이닝을 투구하여 양키스가 4개의 경기에서 휩쓸어지면서 3.00의 평균자책점과 함께 끝났다.
1964년 테리는 4.54의 평균자책점과 함께 7 승 11 패로 갔다. 세인트루이스 카디널스를 상대로 1964년 월드 시리즈에서 그는 양키스가 패하면서 2개의 안타를 내주고 3명의 타자들을 스트라이크아웃 시켰다. 10월 21일 테리는 페드로 라모스를 위하여 이후에 이름을 올릴 선수로서 클리블랜드 인디언스로 이적되었다.

### 클리블랜드 인디언스(1965)
클리블랜드에서 자신의 단 하나의 시즌에 테리는 30개의 경기(26개의 출발 경기)에서 3.69의 평균자책점과 함께 11 승 6 패의 기록을 공고하였다. 1966년 4월 6일 그는 존 오도너휴와 현금을 위하여 캔자스시티 애슬레틱스로 이적되었다.

### 애슬레틱스로 복귀(1966)
1966년 테리는 애슬레틱스를 위하여 15개의 경기를 시작하여 3.80의 평균자책점과 함께 1 승 5 패로 갔다. 8월 6일 그의 계약은 뉴욕 메츠를 위하여 매입되었다.

### 뉴욕 메츠(1966~67)
1966년 메츠와 함께 테리는 11개의 경기(구원 투수로서 6개)에서 4.74의 평균자책점과 함께 0 승 1 패로 갔다. 1967년 테리는 2개의 경기에서만 투구하였고, 5월 16일 내보내지기 전에 하나의 경기를 끝냈다. 그는 즉시 은퇴하였다.

### 경력 개요
자신의 경력에서 테리는 257개의 출발 경기, 75개의 종료 경기, 20개의 완봉, 11개의 세이브와 투구한 1,849.1 이닝에서 446개의 볼넷을 가졌다.
5개의 월드 시리즈(1960년~64년)에서 테리는 9개의 출연에서 2 승 3 패의 기록, 31개의 스트라이크아웃과 2.93의 평균자책점, 그리고 투구한 46개의 이닝을 공고하였다. 둘다의 우승은 자이언츠의 최우수 선수 잭 샌퍼드에 7번째 경기에서 1 대 0의 완봉을 포함한 자이언츠를 상대로 1962년 월드 시리즈에 왔다. 그 경기와 그러므로 시리즈는 양키스의 2루수 보비 리처드슨이 윌리 맥코비의 직구를 잡으면서 끝났다.

## 은퇴 이후
야구 이후에 테리는 프로 골프 선수가 되었다. 그는 1980년 미드웨스트 PGA 챔피언십을 우승하고 PGA 아메리카 부분 챔피언으로서 자신의 지위에 기초를 두어 1981년과 1982년 4개의 PGA 투어 이벤트들에서 합격하여 골프를 쳤다. 1986년 그는 시니어 PGA투어에 활댝하기 시작하였다. 그의 최고의 마무리는 1989년 쇼다운 클래식에서 10위를 위한 동점이었다. 그는 몇몇의 양키스 올드 타이머스 경기들에 나타났으며 가장 최근에 2017년이었다.
테리는 캔자스주 라니드에서 살았으며 다수의 세월에 보험 비지니스에 있었고 현재 퇴직하여 아직도 취미로서 골프를 즐기고 있다.